# Raïon de Chenkoursk
Le raïon de Chenkoursk (en russe : Ше́нкурский райо́н, Chenkoursksi raïon) est une subdivision administrative (raïon) et une municipalité (okroug municipal) d'oblast d'Arkhangelsk dans le Nord de la Russie européenne. Situé dans le sud de l'oblast, le raïon est traversé par la Dvina septentrionale. Son centre administratif est le ville de Chenkoursk, et il compte en tout 253 localités. Sa population s'élevait à 253 habitants en 2023.

## Transports
La route fédérale M8, qui relie Moscou vers le sud à Arkhangelsk en direction du nord, dessert le raïon.